# Valve Lüütsepp-Kaasik
Valve Lüütsepp-Kaasik (Leevi, 17 juli 1939) was een basketbalspeelster die uitkwam voor het nationale team van de Sovjet-Unie.

## Carrière
Lüütsepp speelde in haar hele carrière voor USK Tartu van 1953 tot 1970. Met Tartu werd ze drie keer tweede om het landskampioenschap van de Sovjet-Unie in 1957, 1958 en 1960. In 1959 werd ze tweede met de Estische SSR.
Met het nationale team van de Sovjet-Unie won Lüütsepp goud in 1964 op het Wereldkampioenschap en goud op het Europees Kampioenschap in 1962.

## Privé
Haar broer is basketballer Vaike Lüütsepp.

## Erelijst
- Landskampioen Sovjet-Unie:
  - Tweede: 1957, 1958, 1959, 1960
- Spartakiad van de Volkeren van de USSR:
  - Tweede: 1959
- Wereldkampioenschap: 1
  - Goud: 1964
- Europees Kampioenschap: 1
  - Goud: 1962